# Donte DiVincenzo
Donte Michael DiVincenzo (Newark, 31 gennaio 1997) è un cestista statunitense naturalizzato italiano, che gioca come guardia tiratrice nei Minnesota Timberwolves.
Ha vinto due titoli NCAA con i Villanova Wildcats nel 2016 e nel 2018, vincendo anche il premio di Most Outstanding Player NCAA, e un titolo NBA con i Milwaukee Bucks nel 2021.
Donte è soprannominato Michael Jordan of Delaware e, per le sue chiare origini italiane, The Big Ragù.

## Carriera

### Le origini e gli anni dell'high school
Donte ha iniziato a giocare a calcio, per poi concentrarsi esclusivamente sulla pallacanestro una volta iniziate le scuole superiori. DiVincenzo ha frequentato la Salesianum School, riuscendo a vincere due campionati statali consecutivi. Nella sua stagione da junior, ha avuto una media di 15,8 punti, 4,7 rimbalzi e 2,9 assist a partita, giocando anche la Nike EYBL per il Team Final. Nella sua stagione da senior i suoi numeri sono migliorati, raggiungendo i 22,9 punti, 9,0 rimbalzi e 4,0 assist a partita. Sempre nella stagione 2015, è stato nominato giocatore dell'anno dalla Delaware Sportswriters and Broadcasters Association's.

### NCAA
Donte ha giocato solo otto partite nel suo anno come freshman per Villanova, prima della rottura del quinto metatarso del suo piede destro. Recuperato l'infortunio, DiVincenzo ha chiuso la stagione successiva con 8,8 punti e 3,8 rimbalzi di media a partita. Il 14 gennaio 2017, DiVincenzo chiude la gara vinta contro St. John's per 70-57 con 19 punti, tre rimbalzi e due assist. Il 9 marzo, DiVincenzo fissa il suo season-high a 25 punti, aggiungendo anche 5 rimbalzi e 4 assist nella gara di ritorno contro St. John's, vinta 108-67. Durante il torneo NCAA, DiVincenzo si è messo in luce nella gara del primo turno, vinta 76-56 contro Mount St. Mary's, mettendo a referto 21 punti e catturando 13 rimbalzi. DiVincenzo ha chiuso la stagione venendo inserito nella Big East All-Freshman team, oltre alla vittoria del premio Philadelphia Big Five Rookie of the Year.
Nella sua stagione da sophomore ha ritoccato il suo career-high portandolo a 30 punti, nella partita vinta per 86-75 contro Butler il 10 febbraio 2018. Al termine della stagione regolare, Donte viene nominato sesto uomo dell'anno della Big East. Alle Elite Eight del torneo NCAA, DiVincenzo ha segnato 12 punti con otto rimbalzi nella partita vinta contro Texas Tech per 71-59. Al termine della March Madness e dopo la seconda vittoria in tre anni con la maglia di Villanova è stato nominato NCAA Final Four Most Outstanding Player, grazie anche alla sua prova da 31 punti (con cinque canestri dalla lunga distanza), cinque rimbalzi, tre assist e due stoppate. DiVincenzo è stato anche il giocatore che ha segnato più punti nella NCAA Final Four uscendo dalla panchina.
Il 19 aprile 2018 ha annunciato la scelta di dichiararsi eleggibile per il Draft NBA 2018 senza assumere un agente, lasciando così aperta la possibilità di un ritorno a Villanova. Il 29 maggio 2018, DiVincenzo decide di rimanere al draft ed assumendo un agente, rinunciando alla possibilità di tornare a Villanova.

### NBA

#### Milwaukee Bucks (2018-2022)
Il 21 giugno 2018 viene scelto dai Milwaukee Bucks con la diciassettesima scelta assoluta al Draft 2018, diventando così il secondo giocatore su quattro di Villanova scelto in quel draft.
Dopo la scelta al draft ha dichiarato ai giornalisti, con ovvia ironia: "Devo portare ad Antetokounmpo la pasta fatta in casa di mia madre".
Nel 2021 ha vinto l'anello di Campione NBA quale membro della squadra, pur non avendo giocato alcuna partita dopo il primo turno playoff a causa di un brutto infortunio alla caviglia sinistra subìto in gara-3 contro i Miami Heat. Vestendo il ruolo di sesto uomo all'interno della squadra, il suo infortunio minò le possibilità di titolo dei Bucks, i quali si trovarono forzati a schierare frequentemente in campo le altre seconde linee P.J. Tucker e Pat Connaughton.

#### Sacramento Kings e Golden State Warriors (2022-2023)
Il 10 febbraio dell'anno successivo, DiVincenzo finisce ai Sacramento Kings all'interno dello scambio che ha portato Serge Ibaka in Wisconsin. A luglio dello stesso anno, DiVincenzo firma con Golden State un contratto da due anni con opzione per il secondo a vantaggio del giocatore.

#### New York Knicks (2023-2024)
Nell'estate del 2023, DiVincenzo rifiuta l'opzione del secondo anno e diventa free-agent. Si accorda quindi con i Knicks per un contratto quadriennale e raggiunge a New York gli ex compagni di college Jalen Brunson e Josh Hart.
Il 30 dicembre, DiVincenzo sigla il proprio massimo in carriera NBA di 38 punti nella sconfitta contro gli Indiana Pacers.
Il 26 marzo 2024 stabilisce il nuovo massimo con 40 punti contro i Detroit Pistons, mettendo a segno 11 tiri da tre (record per la franchigia).

## Statistiche
| † | Denota le stagioni in cui ha vinto il titolo |

### NCAA
| Anno       | Squadra            | PG | PT | MP   | TC%  | 3P%  | TL%  | RP  | AP  | PRP | SP  | PP   |
| ---------- | ------------------ | -- | -- | ---- | ---- | ---- | ---- | --- | --- | --- | --- | ---- |
| 2015-2016† | Villanova Wildcats | 9  | 1  | 8,2  | 28,6 | 17,6 | -    | 1,8 | 0,4 | 0,4 | 0,0 | 1,7  |
| 2016-2017  | Villanova Wildcats | 36 | 1  | 25,5 | 46,6 | 36,5 | 69,9 | 3,8 | 1,7 | 0,9 | 0,3 | 8,8  |
| 2017-2018† | Villanova Wildcats | 40 | 10 | 29,3 | 48,1 | 40,1 | 71,0 | 4,8 | 3,5 | 1,1 | 0,2 | 13,4 |
| Carriera   | Carriera           | 85 | 12 | 25,4 | 46,9 | 37,8 | 70,5 | 4,0 | 2,4 | 0,9 | 0,2 | 10,2 |

#### Massimi in carriera
- Massimo di punti: 31 vs Michigan (2 aprile 2018)[26]
- Massimo di rimbalzi: 13 vs Mount St. Mary's (16 marzo 2017)
- Massimo di assist: 9 vs Xavier (17 febbraio 2018)
- Massimo di palle rubate: 4 (2 volte)
- Massimo di stoppate: 2 (3 volte)
- Massimo di minuti giocati: 40 vs Butler (10 febbraio 2018)

### NBA

#### Regular Season
| Anno       | Squadra            | PG  | PT  | MP   | TC%  | 3P%  | TL%  | RP  | AP  | PRP | SP  | PP   |
| ---------- | ------------------ | --- | --- | ---- | ---- | ---- | ---- | --- | --- | --- | --- | ---- |
| 2018-2019  | Milwaukee Bucks    | 27  | 0   | 15,2 | 40,3 | 26,5 | 75,0 | 2,4 | 1,1 | 0,5 | 0,2 | 4,9  |
| 2019-2020  | Milwaukee Bucks    | 66  | 24  | 23,0 | 45,5 | 33,6 | 73,3 | 4,8 | 2,3 | 1,3 | 0,3 | 9,2  |
| 2020-2021† | Milwaukee Bucks    | 66  | 66  | 27,5 | 42,0 | 37,9 | 71,8 | 5,8 | 3,1 | 1,1 | 0,2 | 10,4 |
| 2021-2022  | Milwaukee Bucks    | 17  | 0   | 20,1 | 33,1 | 28,4 | 85,2 | 3,5 | 1,7 | 0,6 | 0,2 | 7,2  |
| 2021-2022  | Sacramento Kings   | 25  | 1   | 26,6 | 36,2 | 36,8 | 83,9 | 4,4 | 3,6 | 1,5 | 0,2 | 10,3 |
| 2022-2023  | G.S. Warriors      | 72  | 36  | 26,3 | 43,5 | 39,7 | 81,7 | 4,5 | 3,5 | 1,3 | 0,1 | 9,4  |
| 2023-2024  | N.Y. Knicks        | 81  | 63  | 29,1 | 44,3 | 40,1 | 75,4 | 3,7 | 2,7 | 1,3 | 0,4 | 15,5 |
| 2024-2025  | Minnesota T'wolves | 62  | 10  | 25,9 | 42,2 | 39,7 | 77,8 | 3,7 | 3,6 | 1,2 | 0,3 | 11,7 |
| Carriera   | Carriera           | 416 | 200 | 25,5 | 42,7 | 38,0 | 77,2 | 4,3 | 2,9 | 1,2 | 0,3 | 10,7 |

#### Play-off
| Anno     | Squadra            | PG | PT | MP   | TC%  | 3P%  | TL%  | RP  | AP  | PRP | SP  | PP   |
| -------- | ------------------ | -- | -- | ---- | ---- | ---- | ---- | --- | --- | --- | --- | ---- |
| 2020     | Milwaukee Bucks    | 10 | 1  | 16,5 | 45,1 | 33,3 | 65,0 | 3,2 | 1,2 | 0,7 | 0,3 | 6,6  |
| 2021†    | Milwaukee Bucks    | 3  | 3  | 23,3 | 18,8 | 16,7 | -    | 6,3 | 2,7 | 1,0 | 0,3 | 2,7  |
| 2023     | G.S. Warriors      | 13 | 1  | 18,1 | 37,5 | 34,1 | 66,7 | 3,0 | 2,8 | 0,8 | 0,2 | 5,5  |
| 2024     | N.Y. Knicks        | 13 | 13 | 35,8 | 41,9 | 42,5 | 86,7 | 4,0 | 2,6 | 1,2 | 0,9 | 17,8 |
| 2025     | Minnesota T'wolves | 15 | 0  | 25,1 | 36,5 | 31,8 | 76,9 | 3,1 | 3,3 | 1,4 | 0,3 | 8,7  |
| Carriera | Carriera           | 54 | 18 | 24,3 | 39,3 | 35,8 | 76,0 | 3,5 | 2,6 | 1,1 | 0,4 | 9,4  |

#### Massimi in carriera
- Massimo di punti: 40 vs Detroit Pistons (26 marzo 2024)
- [27]
- Massimo di rimbalzi: 15 vs Brooklyn Nets (4 maggio 2021)
- Massimo di assist: 11 vs Toronto Raptors (27 gennaio 2023)
- Massimo di palle rubate: 5 (2 volte)
- Massimo di stoppate: 2 (8 volte)
- Massimo di minuti giocati: 44 vs Atlanta Hawks (2 gennaio 2023)

### G League
| Anno      | Squadra        | PG | PT | MP   | TC%  | 3P%  | TL%  | RP  | AP  | PRP | SP  | PP   |
| --------- | -------------- | -- | -- | ---- | ---- | ---- | ---- | --- | --- | --- | --- | ---- |
| 2018-2019 | Wisconsin Herd | 4  | 4  | 28,1 | 43,1 | 26,9 | 83,3 | 4,0 | 2,0 | 1,3 | 1,0 | 15,3 |
| Carriera  | Carriera       | 4  | 4  | 28,1 | 43,1 | 26,9 | 83,3 | 4,0 | 2,0 | 1,3 | 1,0 | 15,3 |

## Palmarès

### Squadra
- Campionato NCAA: 2

Villanova University: 2016, 2018
- Campionato NBA: 1

Milwaukee Bucks: 2021

### Individuale
- NCAA Most Outstanding Player:

2018